# Las Placetas
Las Placetas är en ort i Mexiko.   Den ligger i kommunen Chicontepec och delstaten Veracruz, i den sydöstra delen av landet, 210 km nordost om huvudstaden Mexico City. Las Placetas ligger 144 meter över havet och antalet invånare är 599.
Terrängen runt Las Placetas är huvudsakligen platt, men åt sydost är den kuperad. Runt Las Placetas är det ganska tätbefolkat, med 65 invånare per kvadratkilometer. Närmaste större samhälle är Chicontepec de Tejada, 17,8 km väster om Las Placetas. Trakten runt Las Placetas består till största delen av jordbruksmark.